# Moisselles
Moisselles ist eine französische Gemeinde mit 1.259 Einwohnern (Stand: 1. Januar 2022) im Département Val-d’Oise in der Region Île-de-France. Moisselles gehört zum Arrondissement Sarcelles und ist Teil des Kantons Domont. Die Einwohner werden Moissellois genannt.

## Geografie
Moisselles liegt etwa 21 Kilometer nördlich von Paris.
Die Nachbargemeinden von Moisselles sind Attainville im Norden und Nordosten, Ézanville im Osten und Südosten, Domont im Süden und Südosten, Bouffémont im Westen und Südwesten sowie Baillet-en-France im Nordwesten.
Durch die Gemeinde führt die frühere Route nationale 1 (heutige D301).

## Bevölkerungsentwicklung
| Jahr | Einwohner |
| ---- | --------- |
| 1962 | 976       |
| 1968 | 980       |
| 1975 | 974       |
| 1982 | 910       |
| 1990 | 816       |
| 1999 | 962       |
| 2006 | 1096      |
| 2012 | 1258      |

## Sehenswürdigkeiten
- Kirche Saint-Maclou, 1574 erbaut, Glockenturm von 1729 ist Monument historique

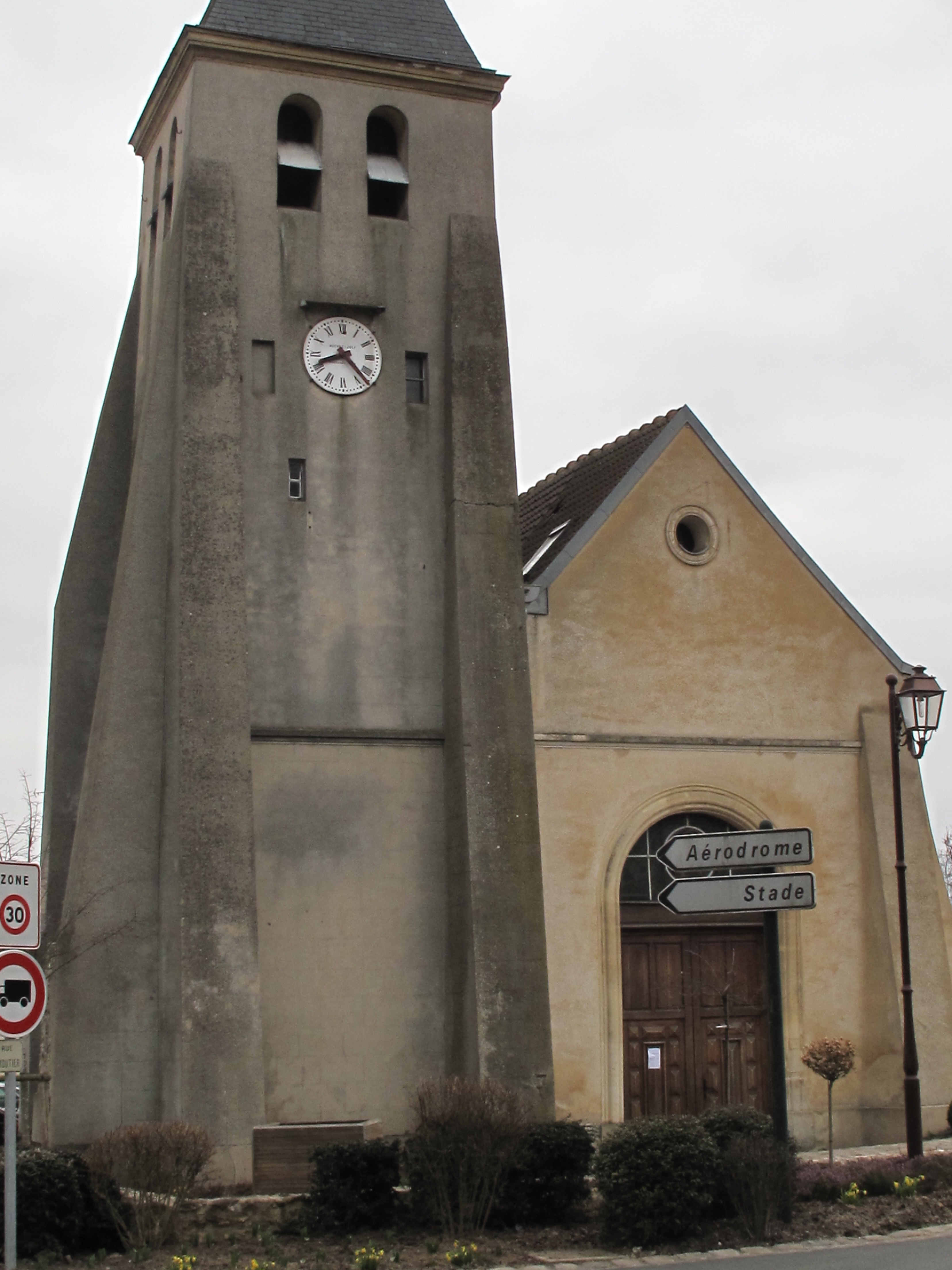
Kirche Saint-Maclou

## Persönlichkeiten
- Hector Malot (1830–1907), Schriftsteller